# Iglesia de San José (Santa Cruz de Tenerife)
La iglesia parroquial de San José está situada en la ciudad de Santa Cruz de Tenerife (Canarias, España) en la calle Méndez Núñez junto a la Rambla de Santa Cruz, en el centro de la ciudad. La iglesia se encuentra rodeada de edificios de viviendas en sus laterales y en la parte trasera. Destaca su fachada neoclásica con sus dos torres de campanario.
Es uno de los templos más hermosos y más importantes de la ciudad, se veneran en la iglesia diferentes imágenes religiosas como; San José de Nazaret (que da nombre al templo), el Cristo de Medinaceli (cuyo altar según manda la tradición, se llena de claveles rojos el primer viernes de marzo), el óleo de la Virgen de la Paloma, el Señor de la Columna, la Virgen de Fátima y el Sagrado Corazón de Jesús, entre otros. Además se encuentran en la iglesia diferentes iconos de estilo ortodoxo.

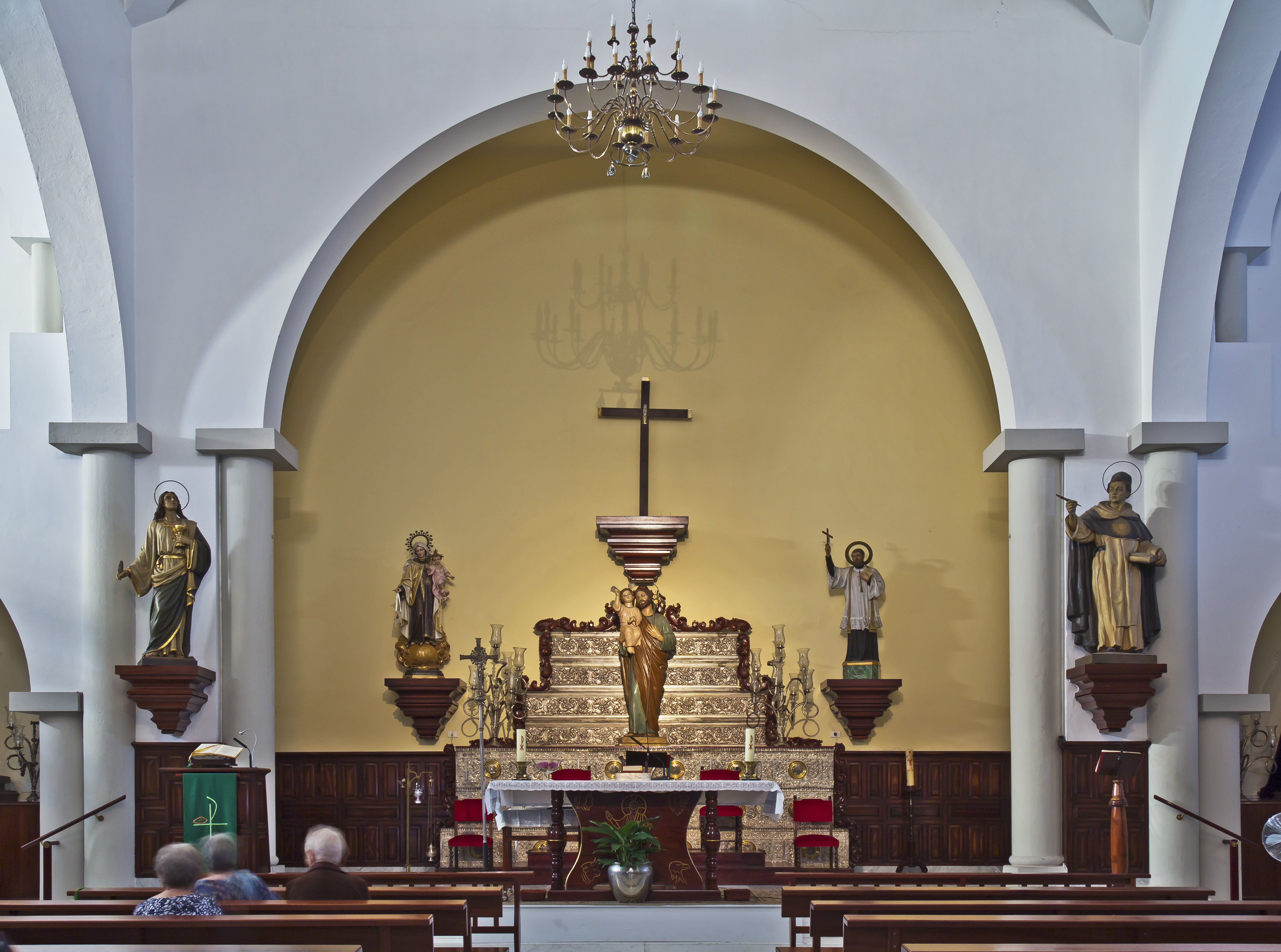
Altar mayor de la iglesia.

La parroquia guarda un importante patrimonio bibliográfico. Se pueden encontrar varios volúmenes de finales del siglo XVIII y comienzo del XIX, editados en latín, así como varios misales en esta misma lengua, puesto que fue la oficial para las celebraciones litúrgicas hasta el Concilio Vaticano II de 1967. La mayor parte de los ejemplares que han ido constituyendo esta pequeña librería han quedado en la parroquia como el legado dejado por los diferentes sacerdotes que han ido pasando a lo largo de los años por sus instalaciones.
En la parte trasera de la iglesia, en la Plaza del Arquitecto Enrique Marrero Regalado se encuentra el monumento o estatua de San Juan Bosco, fundador de la Orden Salesiana. Dicha estatua fue colocada en 2016 con motivo del 75 aniversario de la presencia de los salesianos en el Hogar escuela de la ciudad.